# Królowie Macedonii
Królowie Macedonii – władcy starożytnej Macedonii.

## Legendarni królowie Macedonii
Według Herodota pierwszym królem macedońskim był Perdikkas I, natomiast Karanos jest wspominany jako pierwszy władca Macedonii u Teopompa.
- Karanos (ok. 796–766) [potomek Temenosa]
- Kojnos (ok. 766–738) [syn]
- Tyrimmas (ok. 738–700) [syn]

## Historyczni królowie Macedonii

### Argeadzi
- Perdikkas I (ok. 700–678)
- Argajos I (ok. 678–640) [syn]
- Filip I (ok. 640–602) [syn]
- Aeropos I (602–576) [syn]
- Alketas I (576–547) [syn]
- Amyntas I (547–498) [syn]
- Aleksander I Filhellen (498–454) [syn]
- Alketas II (454–448; usunięty, zmarł 413) [syn]
  - Menealos (lokalny władca 454) [brat]
  - Filip (II) (władca górnej Macedonii w Aksios 454–436) [brat]
- Perdikkas II (454–413) [brat]
- Archelaos I (413–399) [syn]
- Krateros (uzurpator 399)
- Orestes (399–397; regencja 399–397) [syn Archelaosa I]
- Archelaos II (397–394) [brat?]
- Aeropos II (regent 399–396; król 397–394) [syn? Filipa (II)]
- Amyntas II Mały (394) [syn? Menelaosa]
- Pauzaniasz (394–393) [syn Aeroposa II]
- Amyntas III (393–392; usunięty) [prawnuk Aleksandra I]
- Argajos II (392–391; usunięty, zmarł po 359?) [syn Archelaosa I]
- Amyntas III (2–gie panowanie 391–369)
- Aleksander II (369–368; regencja 369–368) [syn]
- Ptolemeusz I z Aloros (regent 369–368; król 368–365) [syn? Amyntasa II; zięć Amyntasa III]
- Perdikkas III (365–359) [syn Amyntasa III]
- Amyntas IV (359–357; usunięty, zmarł 336) [syn]
- Filip II (regent 359–357; król 357–336) [stryj]
- Aleksander III Wielki (336–323; podbił Egipt 332, Babilonię 331, Persję 330) [syn]
- Filip III Arridajos (323–317) [brat przyrodni]
- Aleksander IV Ajgos (koregent 323–317; król 317–309) [syn Aleksandra III]
  - Perdikkas (regent 323–321)
  - Antypater (regent 321–319)
  - Poliperchon (regent 319–317)
  - Olimpias (regentka 317–316) [wdowa po Filipie II; matka Aleksandra III]

### Antygonidzi
- Antygon I Jednooki (306–301)

### Antypatrydzi
- Kassander (strategos Macedonii 317–306; król 306–297) [syn regenta Antypatra]
- Filip IV (297) [syn]
  - Tessalonika (regentka 297–296) [matka]
- Antypater I (297–294; usunięty, zmarł 287) [syn Kassandra i Tessaloniki]
- Aleksander V (297–294) [brat]

### Antygonidzi
- Demetriusz I Poliorketes (294–287; usunięty, zmarł 283) [syn Antygona I Jednookiego; zięć regenta Antypatra]

### Ajakidzi
- Pyrrus z Epiru (287–285; usunięty, zmarł 272) [wnuk stryja Olimpias]

### Dynastia Lizymacha
- Lizymach (285–281; strategos Tracji 323–305; król Tracji 305–281) [zięć regenta Antypatra]

### Ptolemeusze
- Ptolemeusz II Keraunos (281–279) [syn króla Egiptu Ptolemeusza I Sotera i Eurydyki, córki regenta Antypatra]
- Meleager (279; usunięty) [brat]

### Antypatrydzi
- Antypater II Etezjasz (279; usunięty, zmarł po 276) [bratanek Kassandra]
- Sostenes (tylko strategos 279–277)
- Apollodor z Kassandrei (tyran Kassandrei 279–276)

### Dynastia Lizymacha
- Ptolemeusz Nios (279–277; usunięty, zmarł po 240) [syn Lizymacha]
- Aleksander VI Arridajos (277; usunięty) [brat przyrodni]

### Antygonidzi
- Antygon II Gonatas (277–239) [syn Demetriusza I]
- Panowanie Epiru w północnej Macedonii 274–272
- Demetriusz II Aitolikos (koregent 257–239; król 239–229) [syn]
- Antygon III Doson (regent 229–227; król 227–221) [wnuk Demetriusza I]
- Filip V (221–179; regencja 221–218) [syn Demetriusza II]
- Perseusz (179–168; usunięty, zmarł 162) [syn]
- Podbój Macedonii przez Rzym 168 p.n.e.
- Filip VI (Andriskos) (pretendent 149–148) [podawał się za syna Perseusza]